# Susannah Mushatt Jones
Susannah Mushatt Jones (ur. 6 lipca 1899, zm. 12 maja 2016) – amerykańska superstulatka. 17 czerwca 2015 (po śmierci Jeralean Talley) w wieku 115 lat, 345 dni została najstarszym żyjącym człowiekiem na świecie.
Urodziła się 6 lipca 1899 roku jako trzecia z jedenaściorga rodzeństwa. Wychowywała się w Lowndes County, w stanie Alabama. W 1922 roku ukończyła szkołę średnią i planowała podjąć studia nauczycielskie. Została zakwalifikowana do programu kształcenia nauczycieli Tuskegee Institute's Teacher's Program, ale z powodów finansowych nie mogła podjąć studiów i w 1923 roku przeniosła się do Nowego Jorku gdzie podjęła pracę opiekunki do dzieci. Przez krótki czas była zamężna z Henrym Jonesem. Małżeństwo nie miało własnych dzieci, w związku z czym Susannah otoczyła opieką dzieci swojego rodzeństwa finansując między innymi ich kształcenie. W  1965 roku, przeszła na emeryturę i zamieszkała ze swoją siostrzenicą Lavilla Watson. W jej 113 urodziny specjalny hołd oddała jej Izba Reprezentantów Stanów Zjednoczonych. 
Susannah Mushatt Jones jest bohaterką biografii Susannah Our Incredible 114-Year-Old Aunt (Lavilla Mushatt Watson;  The Peppertree Press: ISBN 1-61493-222-0). 
Po śmierci Jeralean Talley w czerwcu 2015 roku, Mushatt Jones wraz z Włoszką Emmą Morano-Martinuzzi były ostatnimi osobami na świecie urodzonymi przed 1900 rokiem (stan na styczeń 2016).
Po jej śmierci 12 maja 2016 roku, tytuł najstarszej osoby na świecie objęła Włoszka Emma Morano-Martinuzzi - ostatnia osoba na świecie urodzona przed 1900 rokiem.
W dniu śmierci znajdowała się na 7. miejscu na najstarszą żyjącą osobę w historii, a obecnie znajduje się na 14. Do 9 marca 2018 znajdowała się na liście 10 najstarszych osób w historii. Następnego dnia jej rekord został pobity przez Japonkę Chiyo Miyako.